# Newport News
Newport News is een stad in de Amerikaanse staat Virginia en telt 180.150 inwoners. Het is hiermee de 113e stad in de Verenigde Staten (2000). De oppervlakte bedraagt 176,8 km², waarmee het de 103e stad is.

## Demografie
Het aantal inwoners steeg van 171.477 in 1990 naar 180.150 in 2000, en 186.247 in 2020. Van de bevolking is 14,9% ouder dan 65 jaar. Ongeveer 11,4% van de bevolking van Newport News bestaat uit hispanics en latino's, 43,7% is van Afrikaanse oorsprong en 3,5% van Aziatische oorsprong.

## Klimaat
In januari is de gemiddelde temperatuur 3,9 °C, in juli is dat 25,7 °C. Jaarlijks valt er gemiddeld 1133,9 mm neerslag (gegevens op basis van de meetperiode 1961-1990).

## Economie
In de stad ligt een van de grootste scheepswerven van het land. Newport News Shipbuilding telt zo’n 23.000 werknemers en is de enige Amerikaanse werf die moderne vliegdekschepen met kernreactoren bouwt. Verder heeft het bedrijf installaties om deze schepen van nieuwe brandstof te voorzien. Het is verder een van de twee Amerikaanse werven die ook onderzeeboten bouwt en van nieuwe brandstofstaven kan voorzien. De haven is een belangrijke exporthaven voor steenkool. De spoorwegmaatschappij CSX Transportation heeft hier een grote terminal waar de treinen de kolen lossen om de reis verder met bulkcarriers te vervolgen.

## Bezienswaardigheden
In de nabijheid van Newport News zijn diverse slagen gevoerd tijdens de Amerikaanse Burgeroorlog. Veel bezienswaardigheden uit deze periode zijn te vinden langs de wegen die leiden naar Yorktown en Williamsburg. In 1862 vond het eerste duel van ijzeren oorlogsschepen, de slag bij Hampton Roads, plaats dicht bij Newport News Point. Diverse onderdelen van de USS Monitor zijn uit het water gered en liggen tentoongesteld in het Mariners Museum. Dit museum heeft een collectie van circa 32.000 stukken waaronder scheepsmodellen, schelpenwerk, maritieme schilderijen, decoratieve kunst, boegbeelden en motoren.
Het Virginia War Museum heeft een uitgebreide collectie van wapens, voertuigen, kunstvoorwerpen, uniformen en posters uit verschillende periodes van de Amerikaanse militaire geschiedenis. Het heeft in de collectie ook een deel van de Berlijnse Muur en van de buitenmuur van het concentratiekamp Dachau.
Het US Army Transportation Museum geeft een overzicht van transport-gerelateerde onderwerpen van het leger. Het museum ligt op het terrein van Fort Eustis en omvat zo’n 100 militaire transportmiddelen, zoals voertuigen, vaartuigen en vliegtuigen. De exposities geven een overzicht van alle facetten van het militaire transport van de Amerikaanse Onafhankelijkheidsoorlog tot en met de operaties in Afghanistan.

## Geboren in Newport News
- Blind Blake (1896-1934), blueszanger, gitarist, pianist
- Ella Fitzgerald (1917–1996), jazz-zangeres
- William Styron (1925–2006), schrijver
- Edmund M. Clarke (1945), informaticus
- Frankie Faison (1949), acteur
- Gary Hudson (1956), acteur, filmproducent en filmregisseur
- Mark Gordon (1956), film en tv-producent
- Sonja Sohn (1964), actrice
- David Hornsby (1975), acteur, filmproducent en scenarioschrijver
- A.J. Roach (1975), singer-songwriter
- Martha Madison (1977), actrice
- Tripp Phillips (1977), tennisser
- Christine Marshall (1986), zwemster
- David Walters (1987), zwemmer

County's:

Accomack County · Albemarle County · Alleghany County · Amelia County · Amherst County · Appomattox County · Arlington County · Augusta County · Bath County · Bedford County · Bland County · Botetourt County · Brunswick County · Buchanan County · Buckingham County · Campbell County · Caroline County · Carroll County · Charles City County · Charlotte County · Chesterfield County · Clarke County · Craig County · Culpeper County · Cunmberland County · Dickenson County · Dinwiddie County · Essex County · Fairfax County · Fauquier County · Floyd County · Fluvanna County · Franklin County · Frederick County · Giles County · Gloucester County · Goochland County · Grayson County · Greene County · Greensville County · Halifax County · Hanover County · Henrico County · Henry County · Highland County · Isle of Wight County · James City County · King and Queen County · King George County · King William County · Lancaster County · Lee County · Loudoun County · Louisa County · Lunenburg County · Madison County · Mathews County · Mecklenburg County · Middlesex County · Montgomery County · Nelson County · New Kent County · Northampton County · Northumberland County · Nottoway County · Orange County · Page County · Patrick County · Pittsylvania County · Powhatan County · Prince Edward County · Prince George County · Prince William County · Pulaski County · Rappahannock County · Richmond County · Roanoke County · Rockbridge County · Rockingham County · Russell County · Scott County · Shenandoah County · Smyth County · Southampton County · Spotsylvania County · Stafford County · Surry County · Sussex County · Tazewell County · Warren County · Washington County · Westmoreland County · Wise County · Wythe County · York County
Onafhankelijke steden:

Alexandria · Bristol · Buena Vista · Charlottesville · Chesapeake · Colonial Heights · Covington · Danville · Emporia · Fairfax · Falls Church · Franklin · Fredericksburg · Galax · Hampton · Harrisonburg · Hopewell · Lexington · Lynchburg · Manassas · Manassas Park · Martinsville · Newport News · Norfolk · Norton · Petersburg · Poquoson · Portsmouth · Radford · Richmond · Roanoke · Salem · Staunton · Suffolk · Virginia Beach · Waynesboro · Williamsburg · Winchester
1. ↑  Volkstelling (census) 2020. Geraadpleegd op 14 juli 2025.